# Норт Прери (Висконсин)
Норт Прери (енгл. North Prairie) град је у америчкој савезној држави Висконсин.

## Демографија
По попису из 2010. године број становника је 2.141, што је 570 (36,3%) становника више него 2000. године.
| Група             | 2000.         | 2010.         |
| Белци             | 1.542 (98,2%) | 2.075 (96,9%) |
| Афроамериканци    | 0 (0,0%)      | 6 (0,3%)      |
| Азијати           | 1 (0,1%)      | 3 (0,1%)      |
| Хиспаноамериканци | 17 (1,1%)     | 43 (2,0%)     |
| Укупно            | 1.571         | 2.141         |